# Team Antwerp
Team Antwerp was een Belgische 3×3-basketbalploeg die de stad Antwerpen vertegenwoordigd op internationale wedstrijden.

## Geschiedenis
In 2017 nam Nick Celis voor het eerst deel onder de naam Team Antwerp aan de Odense Challenger. Hij speelde toen samen met Christopher Pegg, Lucien Sissoko en Philippe Peeters en ze verloren al hun groepswedstrijden. In 2018 zou Team Antwerp voor de eerste keer deelnemen aan de FIBA 3x3 World Tour, ze speelden maar een World Tour-wedstrijd en eindigde pas als 55e in de algemene ranking. Het jaar erop namen ze voor het tweede jaar op rij deel aan de WT Praag waar ze 13e werden. Ze scoorden evenveel punten als een jaar eerder (12) en werden pas 61e in de algemene stand. In 2020 slaagden ze er opnieuw in maar voor een World Tour wedstrijd te kwalificeren. Ze namen deel aan de WT Hongarije waar ze 14e werden, ze sloten het jaar af als 27e in de algemene stand.
In 2021 kende Team Antwerp zijn doorbraak tot de wereldtop. Ze speelden vijf World Tour-wedstrijden en werden als beste resultaat derde in de WT Lausanne en in de WT Abu Dhabi. Ze eindigde als vijfde op de wereldranglijst en kwalificeerde zich daarmee voor de World Tour finale. In de finale bleven ze steken op een vierde plaats. In 2022 opende ze het seizoen meteen goed met een derde plaats in de WT Utsunomiya nadat ze een heel toernooi met een man minder moesten spelen na het ziek uitvallen van Caspar Augustijnen. Op 28 augustus slaagde de ploeg erin om hun eerste World Tour-wedstrijd te winnen tegen het tot dan toe ongeslagen Team Ub. In de finale aan het einde van het seizoen werd Antwerpen voor een tweede jaar op rij vierde. Er werd ook een tweede ploeg opgericht genaamd Team Merksem. In januari 2023 verliet Rafael Bogaerts de ploeg nadat hij in de toekomst geen plaats meer zou krijgen in de ploeg. Thibaut Vervoort maakte eind februari bekend over te stappen naar de Chinese federatie. Daarnaast moest de ploeg op zoek naar een nieuwe trainingslocatie nadat de Sporthal Roosendael afgebroken werd.
In augustus 2023 boekte ze hun tweede World Tour zege tegen Team Lausanne die thuis speelden in de WT Lausanne. Ze eindigde het seizoen op een derde plaats waarmee ze zich kwalificeerde voor de eindronde. In de finale werden ze voor een eerste keer derde. Voor de start van het seizoen 2024 werd bekendgemaakt dat Caspar Augustijnen, Bryan De Valck, Dennis Donkor en Jonas Foerts de overstap zouden maken naar het Bahreinse Team Riffa.

## Spelers
- 2018: Nick Celis, Bryan De Valck, Jonas Foerts, Thierry Marien, Philippe Peeters[2]
- 2019: Nick Celis, Toon Ceyssens, Anthony Chada, Jonas Foerts, Thierry Marien, Amaury Marion[5]
- 2020: Nick Celis, Bryan De Valck, Jonas Foerts, Thierry Marien, Laurens Van den Hemel, Thibaut Vervoort[6]
- 2021: Rafael Bogaerts, Nick Celis, Bryan De Valck, Jonas Foerts, Thierry Marien, Thibaut Vervoort[7]
- 2022: Caspar Augustijnen, Rafael Bogaerts, Nick Celis, Bryan De Valck, Dennis Donkor, Thibaut Vervoort[19]
- 2023: Caspar Augustijnen, Nick Celis, Bryan De Valck, Dennis Donkor, Jonas Foerts, Mohamed Kherrazi, Vic Van Oosterwyck[20]

## World Tour Resultaten
| Jaar | Punten | Positie | Finale | Overwinningen |
| ---- | ------ | ------- | ------ | ------------- |
| 2018 | 12     | 55e     | –      |               |
| 2019 | 12     | 61e     | –      |               |
| 2020 | 11     | 27e     | –      |               |
| 2021 | 280    | 5e      | 4e     |               |
| 2022 | 460    | 4e      | 4e     | Debrecen      |
| 2023 | 553    | 3e      | Brons  | Lausanne      |